# Stoned Immaculate: The Music of The Doors
Stoned Immaculate: The Music of The Doors è un album tributo dedicato al gruppo The Doors. Registrato e prodotto da Ralph Sall, nell'album sono presenti artisti come Aerosmith, Bo Diddley, Stone Temple Pilots, e tanti altri, che hanno contribuito alla realizzazione di questo album tributo dedicato alla rock band statunitense.

## Tracce ed esecutori
1. Break on Through (To the Other Side) — Stone Temple Pilots
  - Musicisti: Scott Weiland, Dean DeLeo, Robert DeLeo, Eric Kretz, Robby Krieger e Ray Manzarek
2. Riders on the Storm — Creed
  - Musicisti: Scott Stapp, Brian Marshall, Scott Phillips, Mark Tremonti, Robby Krieger e Jamie Muhoberac
3. Light My Fire — Train
  - Musicisti: Charlie Colin, Rob Hotchkiss, Pat Monahan, Jimmy Stafford, Scott Underwood e Ralph Sall
4. Peace Frog — Smash Mouth
  - Musicisti: Steven Harwell, Greg Camp, Paul De Lisle, Kevin Coleman, Robby Krieger, Michael Klooster, DJ Homicide e Ralph Sall
5. L.A. Woman — Days of the New
  - Musicisti: Travis Meeks, Robby Krieger, YOGI, Bob Glaub, Greg Kurstin e Ray Rizzo
6. Love Me Two Times — Aerosmith
  - Musicisti: Steven Tyler, Joe Perry, Brad Whitford, Tom Hamilton, Joey Kramer, Robby Krieger e Ray Manzarek
7. Under Waterfall — The Doors
  - Musicisti: Jim Morrison, Ray Manzarek, Robby Krieger, John Densmore e Ralph Sall
8. Wild Child — The Cult
  - Musicisti: Ian Astbury, Billy Duffy, Matt Sorum, Ray Manzarek, Danny Saber e Scott Breadman
9. Roadhouse Rap — Jim Morrison
  - Una registrazione "parlata" di Morrison, tratta dalle sessioni originali per Roadhouse Blues
10. Roadhouse Blues — John Lee Hooker & Jim Morrison
  - Musicisti: John Lee Hooker, Jim Morrison, Robby Krieger, Ray Manzarek, John Densmore, DJ Bonebrake, Flea, Gregg Arreguin, Juke Logan e Ralph Sall
11. Is Everybody In? — William S. Burroughs
  - Musicisti: William S. Burroughs, Robby Krieger, Ray Manzarek, John Densmore and Ralph Sall
  - Questa traccia include Burroughs che recita una delle poesie di Morrison sopra dei loop creati dalle registrazioni originali dei Doors mixate con il nuovo materiale
12. Hello, I Love You — Oleander
  - Musicisti: Ric Ivanisevich, Doug Eldridge, Fred Nelson, Robby Krieger and Dale Alexander
13. Touch Me — Ian Astbury
  - Musicians: Ian Astbury, Robby Krieger, Ray Manzarek, John Densmore, Phil Chen, Bruce Fowler, Walter Fowler, Lawrence Klimath, Clarence Wears, Robert Greenridge e Vincent Charles
14. Children of Night — Perry Farrell & Exene
  - Musicisti: Perry Farrell, Exene, Robby Krieger, Ray Manzarek, John Densmore and Ralph Sall
15. Love Her Madly — Bo Diddley
  - Musicisti: Bo Diddley, Robby Krieger, Ray Manzarek, John Densmore, Bob Glaub, Alexandra Brown, Mona Lisa Young e Jackie Simley
16. The Cosmic Movie — The Doors
  - Musicisti: Jim Morrison, Robby Krieger, Ray Manzarek, John Densmore e Ralph Sall
17. The End — Days of the New
  - Musicisti: Travis Meeks, Robby Krieger, John Densmore, Rob Wasserman, Jamie Muhobaric e Ron Wagner

Tutte le canzoni sono scritte dai The Doors